# 自由塔 (邁阿密)
自由塔（Freedom Tower）是位於美國佛羅里達州邁阿密的一座建築，現在是一座博物館。1979年，自由塔被列入美國國家史蹟名錄。2008年，自由塔被列入美國歷史地標。2012年，自由塔被列入佛羅里達州百大建築。

## 外部連結
- National Park Services' National Historic Landmark description （页面存档备份，存于）
- Florida's Office of Cultural and Historical Programs
  - Dade County listings
  - Great Floridians of Miami
- Cuban American National Foundation （页面存档备份，存于）